# 표도르 우샤코프
표도르 표도르비치 우샤코프(러시아어: Фёдор Фёдорович Ушаков)는 러시아 제국 해군 흑해 함대의 사령관이자, 러시아-튀르크 전쟁과 프랑스 혁명 전쟁에서 활약한 장군이다. 표도르 우샤코프 본인의 기록에 따르면, 우샤코프는 본인이 지휘한 전투에서 단 한 척의 배도 잃지 않았고 단 한 명의 부하도 포로로 만든 적이 없다. 우샤코프는 1780년대부터 1790년대 러시아 제국 해군이 겪은 5개의 주요 해전에서 모두 승리를 거두었다. 러시아 동방 정교회는 우샤코프의 업적을 기려 2001년 8월 7일 사나크사르 수도원에서 그를 성인으로 추존했다.

## 생애

### 유년기 및 청소년기
우샤코프 는 1745년 2월 13일 야로슬라블주 리빈스키군 부르나코보 마을에서 7명의 아이들 중 넷째로 태어났다. 우샤코프의 아버지는 프레오브라젠스키 연대 소속이자 러시아 해군사관학교를 졸업한 표도르 이그나티예비치 우샤코프였고, 우샤코프의 어머니는 프라스코프야 니키티치나였다. 우샤코프는 1761년부터 1766년까지 러시아 해군생도군단에 복무했다.

### 첫 실전
1768년 12월부터, 돈스코이 함대의 표도르 우샤코프 대위는 알렉세이 세냐빈 제독의 지휘 하에 4명의 장교들 중 한 명으로 선정되었다.